# Soren Fulton
Soren Albert Fulton (29 de junho de 1991) é um ator norte-americano.
Soren é irmão da também atriz Grace Fulton e sobrinho de Joan Shawlee.

## Prêmios e Indicações
| Prêmios | Prêmios   | Prêmios             | Prêmios                                                                  | Prêmios       |
| Ano     | Resultado | Premiação           | Categoria                                                                | Título        |
| ------- | --------- | ------------------- | ------------------------------------------------------------------------ | ------------- |
| 2008    | Indicado  | Young Artist Awards | Melhor Performance em Série de TV - Jovem Ator Estreante                 | Bones         |
| 2008    | Indicado  | Young Artist Awards | Melhor Performance em Filme - Jovem Ator Coadjuvante - Fantasia ou Drama | South of Pico |